# Titularbistum Neocaesarea in Bithynia
Neocaesarea in Bithynia (ital.: Neocesarea di Bitinia) ist ein Titularbistum der römisch-katholischen Kirche.
Es geht zurück auf einen untergegangenen Bischofssitz in der gleichnamigen antiken Stadt Neokaisareia, die in der römischen Provinz Bithynia im Zentrum Kleinasiens lag. Der Bischofssitz war der Kirchenprovinz Nicomedia zugeordnet.
| Titularbischöfe von Neocaesarea in Bithynia |                             |                                               |                   |                |
| Nr.                                         | Name                        | Amt                                           | von               | bis            |
| 1                                           | Sebastiano De Paoli         | Koadjutorbischof von Nepi und Sutri (Italien) | 23. Mai 1622      | September 1627 |
| 2                                           | Mario Antonini              | Weihbischof in Albano (Italien)               | 29. November 1627 | 22. Juni 1633  |
| 3                                           | Placide-Louis du Chemin OSB | Koadjutorbischof von Bagdad (Irak)            | 30. Mai 1661      | 10. April 1669 |
| 4                                           | Luigi Lazzareschi           | emeritierter Bischof von Gubbio (Italien)     | 17. März 1895     | 22. Juni 1903  |